# Dorymyrmex flavus
Dorymyrmex flavus is een mierensoort uit de onderfamilie van de Dolichoderinae. De wetenschappelijke naam van de soort is voor het eerst geldig gepubliceerd in 1879 door McCook.